# 카야마 유조
카야마 유조(일본어: 加山 雄三 かやま ゆうぞう[*], 1937년 4월 11일 ~)는 일본의 배우이다. 가나가와현 출신.

## 필모그래피
- 메신저
- 흐트러진 구름
- 붉은 수염
- 전국 닌자
- 충신장 : 47인의 자객
- 암흑가의 탄흔
- 이름 없이 가난하고 아름답게
- 핫코다 산
- 대보살 고개
- 흐트러지다
- 시궁쥐 작전
- 츠바키 산주로
- 보스의 죽음
- 독립우연대 서쪽에